# وارازدات کازانجیان
وارازدات کازانجیان (ارمنی: Վարազդատ Կազանջյան) جراح دهان و فک و صورت ارمنی‌تبار اهل ایالات متحده آمریکا که پیشگام تکنیک‌های جراحی پلاستیک بود. کازانجیان به عنوان بنیانگذار جراحی پلاستیک عملی مدرن شناخته می‌شود.

## زندگی‌نامه
وی یکی از نجات‌یافتگان کشتار حمیدیه بود. کازانجیان در سال ۱۹۰۵ میلادی از دانشگاه دندانپزشکی هاروارد فارغ‌التحصیل شد. بین سال‌های ۱۹۲۲ تا ۱۹۳۹ میلادی به عنوان استاد دانشگاه رشته دهان و فک و صورت فعالیت نمود و نخستین فردی بود که عنوان استادی دانشگاه در رشته جراحی پلاستیک در مدرسه پزشکی هاروارد را دریافت نمود.
دختر برادر وی ارلن فرنسیس هنرپیشه و شخصیت نامدار تلویزیونی بود.